# Procestus pammae
Procestus pammae är en stekelart som beskrevs av Ugalde och Ian D. Gauld 2002. Procestus pammae ingår i släktet Procestus och familjen brokparasitsteklar. Inga underarter finns listade i Catalogue of Life.